# 兴庙

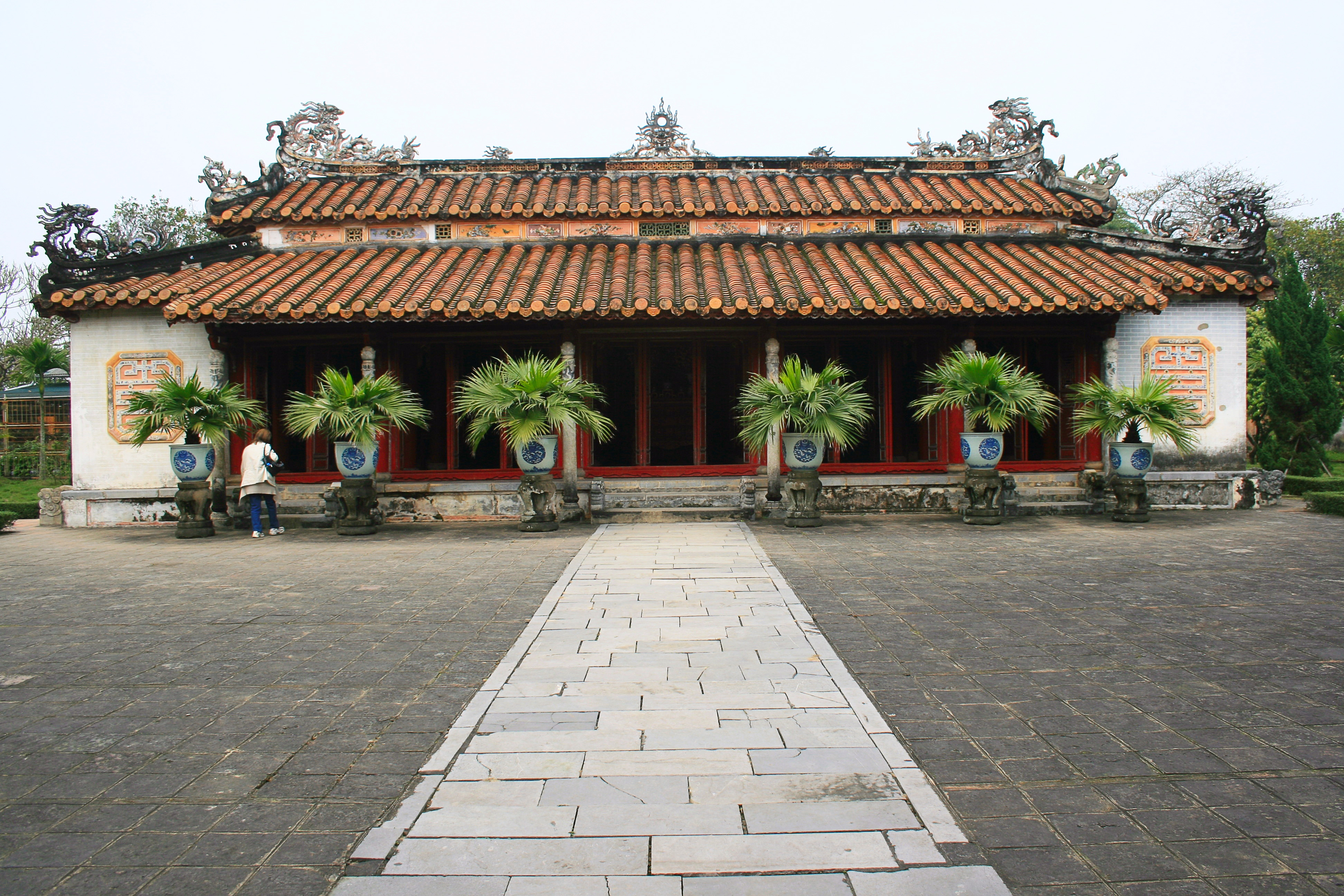

16°28′01″N 107°34′34″E / 16.467°N 107.576°E
兴庙（越南语：／），又称兴祖庙（越南语：／），是越南承天順化省顺化市的顺化皇城内供奉阮朝嘉隆帝之父兴祖阮福㫻的宗庙，位于世庙以北约50米。
兴庙的风格和建筑规模类似于肇庙，四周建有回廊。
该庙现在用于祭祀。。
兴庙在1947年法越战争中烧毁，1951年由端徽皇太后出资重建。1995年再次修复。